# Ahmad Nami
Ahmad Nami —en àrab أحمد نامي, Aḥmad Nāmī— fou un príncep otomà d'origen circassià, nascut a Beirut el 1873 i mort a la mateixa ciutat el 1962.

## Abans d'entrar en política
La seva família circassiana havia emigrat al Líban. Va estudiar a l'Acadèmia Militar Otomana i després va fer estudis militars avançats a París. El 1900 es va casar amb la princesa Aixa, filla del sultà Abdulhamid II i va rebre el títol de "damad" (gendre del sultà). Quan el sultà fou enderrocat el 1909 per la revolució, va emigrar a França on va restar fins al final de la guerra (30 d'octubre de 1918), retornant aleshores a Beirut per ocupar-se dels negocis familiars, i es va fer amic dels oficials francesos que es trobaven al Líban i des de finals de juliol de 1920 a Síria.

## President
Després de la dimissió de Subhi Barakat el 1925, els francesos van formar un consell de directors presidit interinament pel funcionari colonial francès François Pierre-Alype fins que el 26 d'abril de 1926 es va decidir delegar el govern de Síria amb limitats poders presidencials a Nami; el seu encàrrec era millorar les condicions econòmiques del mandat (amb un alt atur) i combatre la revolta nacional que iniciada pels drusos el 1925 s'havia estès a tot Síria durant l'administració de Pierre-Alype. Va formar govern el 26 d'abril de 1926 nomenant a tres líders del moviment nacionalista al gabinet; el terratinent Husni al-Barazi fou ministre de Interior; el fiscal Faris al-Khury ministre d'educació, i Lutfi al-Haffar, vicepresident de la Cambra de Comerç de Damasc, ministre de Comerç. No obstant aquests ministres van dimitir el juny de 1926 per protestar per la política francesa contra el nacionalisme; poc després eren detinguts per ordre de l'alt comissari Henri de Jouvenel; Nami va intentar el seu alliberament però amenaçat de córrer la mateixa sort, va haver de nomenar tres nous ministres.
Va treballar en la situació econòmica amb subsidis a la indústria i empenta al comerç i oferint ajut a tots els industrials que es volguessin establir a Síria i en la vessant política es va oposar a la separació del Líban i es va trobar amb Jouvenel i li va proposar la substitució del mandat per un tractat bilateral d'amistat i cooperació per trenta anys; França volia tota mena de privilegis econòmics, polítics i militars però estava disposada a concedir un exèrcit sirià, la unitat de tot Síria menys el Líban i l'entrada de Síria a la Societat de Nacions. Acabada la guerra el 1927 Nami va demanar compensacions pels ciutadans afectats que havien perdut les seves llars sobre tot durant el bombardeig de Damasc; també va demanar una amnistia per permetre el retorn del exiliats.
Jouvenel hi estava d'acord però el govern de París va dir no el 1928 i va respondre acusant Nami de preparar una monarquia a Síria amb ell mateix com a rei (febrer de 1928) i el dia 8 de febrer de 1928 el van destituir.

## Candidat a rei
El 1932 no obstant els francesos van considerar la idea d'establir una monarquia a Síria amb Nami com a rei. L'afer no va passar de projecte però tot i així es van presentar altres quatre candidats al tron: el ex rei Ali de l'Hedjaz, el rei Faisal al-Saud de l'Aràbia Saudita, Abdal·lah de Transjordània i Abbas Hilmi, ex khedive d'Egipte.

## Darrers anys
El 1940 Nami fou candidat de nou a la presidència de Síria però el Bloc Nacional s'hi va oposar. Els francesos el volien nomenar com a president amb el nacionalista Khalid al-Azm com a primer ministre però el expresident i líder del bloc, Hashim al-Atassi, s'hi va oposar. Nami es va retirar de la política i va anar a viure al Líban, visitant sovint França. Va morir al Líban el 1962.

## Foto
- Foto d'Ahmad Nami